# Mohammed Al-Siyabi
Mohammed Ali Humaid Al-Siyabi (21 de dezembro de 1988) é um futebolista profissional omani que atua como meia-atacante.

## Carreira
Mohammed Al-Siyabi representou a Seleção Omani de Futebol na Copa da Ásia de 2015.